# Johann Gottfried Schreiber
Johann Gottfried Schreiber ou Jean-Godefroy Schreiber, né le 5 août 1746 à Pobershau dans le Land de Saxe et mort le 10 mai 1827 à Grenoble, est un naturaliste, professeur et ingénieur du Corps impérial des ingénieurs des mines. Né allemand, il est naturalisé français le 29 août 1821. On lui doit la découverte de plusieurs minéraux dans l'Oisans, de l'anatase, à l'axinite à la stilbite.

## Biographie

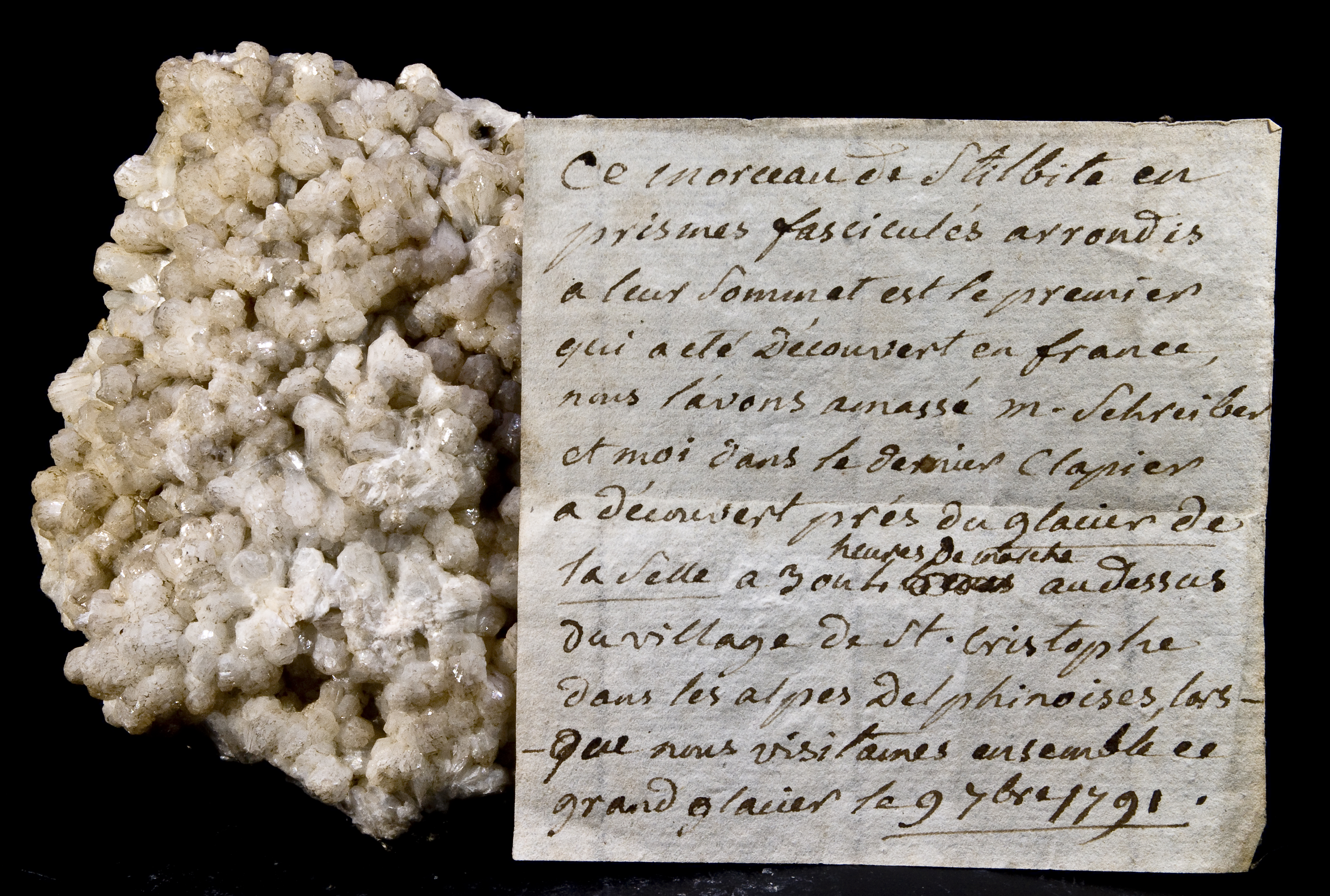
Stilbite trouvée par Jean-Godefroy Schreiber en 1791 à Saint-Christophe-en-Oisans.

Johann Gottfried Schreiber est le fils d'un ouvrier mineur. À  l'âge de 24 ans il est admis à l'École des Mines de Freiberg. À sa sortie de l'Ecole, à la fin de 1772, il est nommé géomètre auprès du Conseil des Mines des arrondissements de Johanngeorgenstadt et Schwarzenberg. En 1776, il est chargé de proposer des moyens afin remettre en activité les mines d'Ilmenau. À la même époque, en 1776, le Comte de Provence, frère de Louis XVI et futur Louis XVIII, charge l'ambassadeur de France à la Cour de Saxe, de solliciter de l'Électeur l'envoi d'un officier des mines pour diriger les mines d'argent et d'or dont il vient d'obtenir la concession. Schreiber est désigné. Il arrive en France en septembre 1777 et prend la direction de la mine d'argent des Chalanches (chaîne de Belledonne, au-dessus de la vallée de la Romanche). En 1784 le gouvernement français le récompense par le titre d'Inspecteur Honoraire des Mines. La reconnaissance dont il bénéficie est confirmée en 1794 par le Comité de Salut Public qui le nomme inspecteur des mines sous les ordres de l'Agence des Mines, titre remplacé, en 1802, par celui d'Ingénieur en Chef. En 1795, il est admis comme membre de l'Institut de France.
Le gouvernement, soucieux d'assurer un enseignement pratique aux élèves-ingénieurs des mines, décide de remplacer l'Ecole des Mines de Paris par 2 écoles pratiques, une à Geislautern, département de la Sarre, l'autre à Peisey, département du Mont-Blanc. Schreiber est nommé directeur de l'École des mines de Pesey-Moutiers.
En 1813 il est promu au grade d'Inspecteur divisionnaire. En 1820 le roi le nomma chevalier de la Légion d'honneur et il est naturalisé français.